# 星のカービィシリーズ
星のカービィシリーズ（ほしのカービィシリーズ）は、ハル研究所が開発し任天堂から発売された『星のカービィ』を第1作とするアクションゲームシリーズの総称。

## 概要
第1作はゲームボーイ対応ソフトとして日本で1992年4月27日に発売し世界売上で500万本以上を記録。シリーズ累計販売本数は全世界で2016年10月時点で3800万本以上にも及ぶ。
漫画やアニメ、小説といったメディアミックス作品も多数製作されている。また、星のカービィのテーマカフェである「KIRBY CAFÉ」が2016年8月8日より順次、大阪、名古屋、東京、博多で期間限定店舗としてオープンし、2019年12月12日には東京ソラマチ4Fで常設店舗がオープンした。さらに、2020年12月3日より､阪急三番街のB1F　キデイランド大阪梅田店において､カービィのグッズ常設売り場となるKIRBY’S PUPUPU MARKETがオープンした。

## ゲーム内容
ほとんどのシリーズが、主人公のカービィがプププランドの平和を乱すデデデ大王などの悪者を倒す横スクロールアクションである。
カービィの基本アクション
吸い込み
敵を吸い込み、口にほおばる。
星形弾
吸い込んだ敵を吐き出し星にして別の敵にぶつけて攻撃する。
ホバリング
空気を吸い込んで空を飛ぶこと。カービィはゲーム開始時からいつでも飛び続けることができる。この能力を使って、プレイヤーは、敵を避けたり、地面の穴を越えたりすることが簡単にできる。星のカービィシリーズの初心者向けのゲームバランスを決定付けている要素の1つである。
コピー能力
吸い込んだ敵を飲み込むと、その敵の種類に応じたコピー能力を使った攻撃ができるようになる。コピーをすると吸い込みはできなくなるが、コピー能力を捨てることはいつでもできる。また、一部のステージでは、特定のコピー能力を使わないと入れない隠し部屋などがある。
他に、空を飛ぶときに吸い込んだ空気を吐き出して攻撃する空気弾や、スライディング攻撃などがある。

## 操作方法・ゲームシステム
使用するボタンは基本的に「ジャンプ」と「吸い込み、コピー能力の使用」にそれぞれ対応したAボタン、Bボタン（一部例外あり）、そして移動を行う十字キーのみとシンプルであり、現在もほとんど変わっていない。
それは、第1作目発売当時（1992年）は難しいゲームが多く、このころからゲームを始める初心者たちのための導入口として作られたという経緯からである。そのため、当時ではほとんど見られなかった要素として、最初のステージで基本的な操作を修得できるように、難易度を下げながらもプレイヤーへのトレーニング要素を内包したステージ構成を取り込んでいる。これは独立したチュートリアルステージではなく、プレイヤーの成長を自然と促す作りを意識している。これらのゲームデザインを行った桜井政博ディレクターによると、甲斐（かい）あって、プレゼンや多くのテストプレイヤーにも気づかれず自然になじんでもらえたとのこと。ただし、宮本茂には唯一すぐに見抜かれたと語っている。他にも、後述のとおり、即ミスしないよう飛行能力を持たせたり、バイタリティ（体力）を設けたりした。
しかしその一方、使用するコピー能力の変更（コピー能力のない第1作目では、エキストラモードとコンフィグモードがこれに相当する）など、さまざまなプレイスタイルを持たせることにより、上級者でもしっかりと遊べる内容となっている。
初期のシリーズではコンプリートアイテムをすべて集めなければ真のラストボスに到達できない作品が多かったが、2000年以降、あつめて!カービィの発売まで11年間存在していなかった。

## 開発の経緯
名前
カービィ#名前の由来も参照。
開発当初のゲームタイトルは『ティンクル・ポポ』で、カービィの名前は「ポポポ」だった。
カービィという名前は、アメリカにあった掃除機に「カービィ型」というタイプの物があった、というものと当時アメリカ任天堂にジョン・カービィという名の弁護士がいたため、という2説がある。直接的な理由ではないが、命名候補の中にあった「カービィ」という名前を見て宮本茂がジョン・カービィを想起したために選ばれたものだと本人が語っている。
色
カービィ#概要も参照。
創った桜井政博はピンク色のつもりだったが、ゲーム画面が白黒だったため、そのことを彼以外は知らなかった。名前を考えてもらおうとアメリカに送ったところ、アメリカのゲーム会社のスタッフはカービィが白黒だと思ってしまい、白黒カービィとして発表されてしまった。
能力
カービィ#概要も参照。
吸い込み能力のアイディアは空を飛ぶことから浮かんだらしい。桜井はまず、初心者が画面下に落ち、即ミスになることを防ぐために空気を吸い込んで空を飛ぶ飛行能力を考え、その際「空気を吸うなら他の物も吸い込めるに違いない」と吸い込み能力を付加した。現在のカービィの代名詞でもある「吸い込み」はそうしたエピソードから生まれた。

## シリーズ一覧
| 1992 | 星のカービィ                                                                       |
| 1993 | 星のカービィ 夢の泉の物語                                                          |
| 1993 | カービィのピンボール                                                               |
| 1994 | カービィボウル                                                                     |
| 1995 | 星のカービィ2                                                                      |
| 1995 | カービィのブロックボール                                                           |
| 1996 | カービィのおもちゃ箱                                                               |
| 1996 | 星のカービィ スーパーデラックス                                                    |
| 1997 | カービィのきらきらきっず（GB版）                                                   |
| 1997 | 星のカービィ3（海外）                                                              |
| 1998 | カービィのきらきらきっず（NP版：日本限定）                                         |
| 1998 | 星のカービィ3（日本）                                                              |
| 1999 | カービィのきらきらきっず（SFC版：日本限定）                                        |
| 2000 | 星のカービィ64                                                                     |
| 2000 | コロコロカービィ                                                                   |
| 2001 |                                                                                    |
| 2002 | 星のカービィ 夢の泉デラックス                                                      |
| 2003 | カービィのエアライド                                                               |
| 2004 | 星のカービィ 鏡の大迷宮                                                            |
| 2005 | タッチ!カービィ                                                                    |
| 2006 | 星のカービィ 参上! ドロッチェ団                                                    |
| 2007 |                                                                                    |
| 2008 | 星のカービィ ウルトラスーパーデラックス                                            |
| 2009 |                                                                                    |
| 2010 | 毛糸のカービィ                                                                     |
| 2011 | あつめて!カービィ                                                                  |
| 2011 | 星のカービィ Wii                                                                   |
| 2012 | 星のカービィ 20周年スペシャルコレクション                                          |
| 2013 |                                                                                    |
| 2014 | 星のカービィ トリプルデラックス                                                    |
| 2014 | カービィファイターズZ                                                              |
| 2014 | デデデ大王のデデデでデンZ                                                          |
| 2015 | タッチ!カービィ スーパーレインボー                                                 |
| 2016 | 星のカービィ ロボボプラネット                                                      |
| 2017 | みんなで!カービィハンターズZ                                                       |
| 2017 | カービィのすいこみ大作戦                                                           |
| 2017 | カービィ バトルデラックス!（日本）                                                 |
| 2018 | カービィ バトルデラックス!（海外）                                                 |
| 2018 | 星のカービィ スターアライズ                                                        |
| 2019 | 毛糸のカービィ プラス                                                              |
| 2019 | スーパーカービィハンターズ                                                         |
| 2020 | カービィファイターズ2                                                              |
| 2021 |                                                                                    |
| 2022 | 星のカービィ ディスカバリー                                                        |
| 2022 | カービィのグルメフェス                                                             |
| 2023 | 星のカービィ Wii デラックス                                                        |
| 2024 |                                                                                    |
| 2025 | 星のカービィ ディスカバリー Nintendo Switch 2 Edition + スターリーワールド（予定） |
| 2025 | カービィのエアライダー（予定）                                                     |

### 本編作品
| 作品名                                                                     | 対応機種               | ジャンル   | 発売日                | 北米名                                                                      | 欧州名                                                                      | 売上                | 備考                           |
| -------------------------------------------------------------------------- | ---------------------- | ---------- | --------------------- | --------------------------------------------------------------------------- | --------------------------------------------------------------------------- | ------------------- | ------------------------------ |
| 星のカービィ                                                               | ゲームボーイ           | アクション | 1992年4月27日         | KIRBY'S DREAM LAND                                                          | KIRBY'S DREAM LAND                                                          | 172万本 513万本     |                                |
| 星のカービィ 夢の泉の物語                                                  | ファミリーコンピュータ | アクション | 1993年3月23日         | KIRBY'S ADVENTURE                                                           | KIRBY'S ADVENTURE                                                           | 100万本 175万本     |                                |
| 星のカービィ2                                                              | ゲームボーイ           | アクション | 1995年3月21日         | KIRBY'S DREAM LAND 2                                                        | KIRBY'S DREAM LAND 2                                                        | 149万本 236万本     |                                |
| 星のカービィ スーパーデラックス                                            | スーパーファミコン     | アクション | 1996年3月21日         | KIRBY SUPER STAR                                                            | KIRBY'S FUN PAK                                                             | 110万本 144万本     |                                |
| 星のカービィ3                                                              | スーパーファミコン     | アクション | 1998年3月27日         | KIRBY'S DREAM LAND 3                                                        | KIRBY'S DREAM LAND 3                                                        | 36万本 不明         |                                |
| 星のカービィ64                                                             | NINTENDO 64            | アクション | 2000年3月24日         | KIRBY 64: The Crystal Shards                                                | KIRBY 64: The Crystal Shards                                                | 107万本 177万本     |                                |
| 星のカービィ 鏡の大迷宮                                                    | ゲームボーイアドバンス | アクション | 2004年4月15日         | Kirby & The AMAZING MIRROR                                                  | Kirby & The AMAZING MIRROR                                                  | 76万本 147万本      |                                |
| 星のカービィ 参上! ドロッチェ団                                            | ニンテンドーDS         | アクション | 2006年11月2日         | Kirby: Squeak Squad                                                         | Kirby Mouse Attack                                                          | 119万本 227万本     |                                |
| 星のカービィ Wii                                                           | Wii                    | アクション | 2011年10月27日        | Kirby's Return to Dream Land                                                | Kirby's Adventure Wii                                                       | 83万5,391本 179万本 |                                |
| 星のカービィ トリプルデラックス                                            | ニンテンドー3DS        | アクション | 2014年1月11日         | Kirby: Triple Deluxe                                                        | Kirby: Triple Deluxe                                                        | 84万4,707本 266万本 |                                |
| 星のカービィ ロボボプラネット                                              | ニンテンドー3DS        | アクション | 2016年4月28日         | Kirby: Planet Robobot                                                       | Kirby: Planet Robobot                                                       | 67万1,308本 164万本 |                                |
| 星のカービィ スターアライズ                                                | Nintendo Switch        | アクション | 2018年3月16日         | Kirby: Star Allies                                                          | Kirby: Star Allies                                                          | 131万本 438万本     | シリーズ初となる全世界同時発売 |
| 星のカービィ ディスカバリー                                                | Nintendo Switch        | アクション | 2022年3月25日         | Kirby and the Forgotten Land                                                | Kirby and the Forgotten Land                                                | 184万本 752万本     | メインシリーズ初の3Dアクション |
| リメイク・移植                                                             |                        |            |                       |                                                                             |                                                                             |                     |                                |
| 星のカービィ 夢の泉デラックス                                              | ゲームボーイアドバンス | アクション | 2002年10月25日        | Kirby: NIGHTMARE IN DREAMLAND                                               | Kirby: NIGHTMARE IN DREAMLAND                                               | 91万本 210万本      |                                |
| 星のカービィ ウルトラスーパーデラックス                                    | ニンテンドーDS         | アクション | 2008年11月6日         | Kirby Super Star Ultra                                                      | Kirby Super Star Ultra                                                      | 127万本 292万本     |                                |
| 星のカービィ 20周年スペシャルコレクション                                  | Wii                    | アクション | 2012年7月19日         | Kirby's Dream Collection: Special Edition                                   | Kirby's Dream Collection: Special Edition                                   | 33万本 69万本       |                                |
| 星のカービィ Wii デラックス                                                | Nintendo Switch        | アクション | 2023年2月24日         | Kirby's Return to Dream Land Deluxe                                         | Kirby's Return to Dream Land Deluxe                                         | 61万本 153万本      |                                |
| 星のカービィ ディスカバリー Nintendo Switch 2 Edition + スターリーワールド | Nintendo Switch 2      | アクション | 2025年8月28日（予定） | Kirby and the Forgotten Land Nintendo Switch 2 Edition + Star-Crossed World | Kirby and the Forgotten Land Nintendo Switch 2 Edition + Star-Crossed World |                     |                                |

### 番外作品
| 作品名                             | 対応機種                    | ジャンル                     | 発売日                 | 北米名                      | 欧州名                           | 備考                               |
| ---------------------------------- | --------------------------- | ---------------------------- | ---------------------- | --------------------------- | -------------------------------- | ---------------------------------- |
| カービィのピンボール               | ゲームボーイ                | ピンボール                   | 1993年11月27日         | KIRBY'S PINBALL LAND        | KIRBY'S PINBALL LAND             |                                    |
| カービィボウル                     | スーパーファミコン          | ゴルフ式ビリヤードアクション | 1994年9月21日          | KIRBY'S DREAM COURSE        | KIRBY'S DREAM COURSE             |                                    |
| カービィのブロックボール           | ゲームボーイ                | ブロックくずし               | 1995年12月14日         | KIRBY'S BLOCK BALL          | KIRBY'S BLOCK BALL               |                                    |
| カービィのきらきらきっず           | ゲームボーイ                | 落ち物パズル                 | 1997年1月25日          | KIRBY'S STAR STACKER        | KIRBY'S STAR STACKER             |                                    |
| コロコロカービィ                   | ゲームボーイカラー          | 転がりボールアクション       | 2000年8月23日          | Kirby Tilt 'n' Tumble       | Kirby Tilt 'n' Tumble            | 世界初の動きセンサー使用ソフト     |
| カービィのエアライド               | ニンテンドー ゲームキューブ | レースゲーム                 | 2003年7月11日          | Kirby AIR RIDE              | Kirby AIR RIDE                   |                                    |
| タッチ!カービィ                    | ニンテンドーDS              | ペンアクション               | 2005年3月24日          | Kirby: Canvas Curse         | Kirby: Power Paintbrush          |                                    |
| 毛糸のカービィ                     | Wii                         | 毛糸アクション               | 2010年10月14日         | Kirby's Epic Yarn           | Kirby's Epic Yarn                |                                    |
| あつめて!カービィ                  | ニンテンドーDS              | 群体アクション               | 2011年8月4日           | Kirby Mass Attack           | Kirby Mass Attack                |                                    |
| カービィファイターズZ              | ニンテンドー3DS（DL）       | 対戦アクション               | 2014年7月23日          | Kirby Fighters Deluxe       | Kirby Fighters Deluxe            |                                    |
| デデデ大王のデデデでデンZ          | ニンテンドー3DS（DL）       | リズムアクション             | 2014年7月23日          | Dedede’s Drum Dash Deluxe   | Dedede’s Drum Dash Deluxe        |                                    |
| タッチ!カービィ スーパーレインボー | Wii U                       | タッチペンアクション         | 2015年1月22日          | Kirby and the Rainbow Curse | Kirby and the Rainbow Paintbrush |                                    |
| みんなで!カービィハンターズZ       | ニンテンドー3DS（DL）       | アクション                   | 2017年4月13日          | Team Kirby Clash Deluxe     | Team Kirby Clash Deluxe          | ダウンロード無料・アイテム課金あり |
| カービィのすいこみ大作戦           | ニンテンドー3DS（DL）       | 3Dアクション                 | 2017年7月4日           | Kirby's Blowout Blast       | Kirby's Blowout Blast            |                                    |
| カービィ バトルデラックス!         | ニンテンドー3DS             | 対戦アクション               | 2017年11月30日         | Kirby's Battle Royale       | Kirby's Battle Royale            |                                    |
| スーパーカービィハンターズ         | Nintendo Switch（DL）       | アクション                   | 2019年9月5日           | Super Kirby Clash           | Super Kirby Clash                | ダウンロード無料・アイテム課金あり |
| カービィファイターズ2              | Nintendo Switch（DL）       | 対戦アクション               | 2020年9月24日          | Kirby Fighters 2            | Kirby Fighters 2                 |                                    |
| カービィのグルメフェス             | Nintendo Switch（DL）       | 対戦アクション               | 2022年8月17日          | Kirby’s Dream Buffet        | Kirby’s Dream Buffet             |                                    |
| カービィのエアライダー             | Nintendo Switch 2           | レースゲーム                 | 2025年11月20日（予定） | Kirby Air Riders            | Kirby Air Riders                 |                                    |
| リメイク・移植                     |                             |                              |                        |                             |                                  |                                    |
| カービィのきらきらきっず           | スーパーファミコン          | 落ち物パズル                 | 1999年6月25日          | KIRBY'S STAR STACKER        | KIRBY'S STAR STACKER             | 日本国内のみ発売                   |
| 毛糸のカービィ プラス              | ニンテンドー3DS             | 毛糸アクション               | 2019年3月7日           | Kirby's Extra Epic Yarn     | Kirby's Extra Epic Yarn          |                                    |

### 日本未発売の作品
Kirby's Avalanche（Super NES）
北米名は「Kirby's Avalanche」、欧州名は「Kirby's Ghost Trap」。
1995年に欧米で販売された『す〜ぱ〜ぷよぷよ』の英語版のキャラクターやBGMをカービィシリーズのものに差し替えた作品（タイトルをそれぞれ直訳すると『カービィの雪崩』、『カービィのおばけの罠』）。開発はコンパイル、販売は任天堂。欧米では既にメガドライブ版『ぷよぷよ』がソニックシリーズ関連作『Dr. Robotnik's Mean Bean Machine』に姿を変えて発売されていたが、それに対しSNES版の本作は、元々は日本の『す〜ぱ〜ぷよぷよ』をそのまま翻訳して発売される予定だった。しかし、コンパイルの開発スタッフが任天堂から直接頼まれたため、急遽カービィシリーズのキャラクターへ差し替えて製作が行われることになった。
欧米では、2007年にWiiのバーチャルコンソールでも配信されたほか、2022年7月21日よりNintendo Switch向けのオンラインサービス『スーパーファミコン Nintendo Switch Online』（海外名は『Super Nintendo Entertainment System Nintendo Switch Online』）で配信開始された。いずれも日本では未配信。
Kirby Slide（ゲームボーイアドバンス）
カードに書かれたタイトルは「Kirby Slide」、カード読み込み時のゲーム内表記は「Kirby Puzzle」。
2003年に欧米で配布されたカードe用の専用カード。

### 配信作品、アーケード作品
カービィのおもちゃ箱（サテラビュー）
『星のカービィ スーパーデラックス』の発売を記念して、1996年1月から3月にかけて放送されたミニゲーム群。『星のカービィ スーパーデラックス』に収録されたミニゲーム2作を先行放送するとともに、新たに製作したミニゲーム8種類を放送した。
星のカービィ きらきらメダルランド（アーケードゲーム）
2006年3月に稼働開始。開発・販売はアトラス。内容はシングルプッシャーメダルゲーム。
星のカービィ メダルランドの魔法の塔（アーケードゲーム）
2007年12月に稼働開始。ハル研究所とアトラスとの共同開発。販売はアトラス。内容は8人掛け大型マスプッシャーメダルゲーム。
星のカービィ ぱくぱくグルメレース（アーケードゲーム）
2022年11月に稼働開始。開発・販売はバンダイナムコアミューズメント。レバーを押してボールを飛ばし、ボールをカービィの口の中に出来るだけ多く入れて高得点を目指す内容となっている。

### 開発中止となった作品
kid kirby（SNES）
1995年に海外で開発していた詳細不明のソフト。開発から2〜3年経った後中止された。開発はハル研究所ではなく、レミングスなどで知られるDMA Designである。カービィの頭に触覚のようなカールした髪らしき物が生えているのが特徴。マウスコントローラを操作して、カービィを誘導するゲームになる予定だったが通常のコントローラでの操作性で開発中止となった。
カービィボウル64（NINTENDO64）
『カービィボウル』の続編として発表されたソフト。しかし、企画は途中で変更されて『カービィのエアライド』になる。
カービィのエアライド（64）
『カービィボウル64』の企画が変更されて発表されたソフト。64では開発中止になってしまうが、後に新たに作り直した『カービィのエアライド』がニンテンドーゲームキューブで発売された。
カービィファミリー（ゲームボーイカラー）
任天堂スペースワールド2001で出展されたカービィのキャラクターを使ったコンピューターミシン刺繍専用ソフト。開発はナツメが担当。任天堂ではなくジャガーインターナショナルコーポレーションが発売元になる予定だった。
星のカービィGBA（ゲームボーイアドバンス）
『星のカービィ 夢の泉の物語』のリメイクとして発表されたソフト。
コロコロカービィ2（ニンテンドーゲームキューブ）
『コロコロカービィ』の続編として発表されたソフト。GCをGBAケーブルで接続したゲームボーイアドバンスで操作をする。しかし、開発途中でキャラクターがカービィから変更されて「Roll-o-Rama」というタイトルに変わり、またセンサーカートリッジが使えないGBASPに変える人が多くなり、結局は開発中止になった。
星のカービィGC（GC）
2004年11月にGC用ソフトとして発表され、半年後のE3 2005で初めて映像が公開された3Dアクションゲーム。
本作を含めコンセプトの違う3作品が試作される間にプラットフォームもWiiに変わり、最終的には開発中止となったが、新たに開発・発売された『星のカービィ Wii』や『星のカービィ スターアライズ』にさまざまな要素が再利用されている。

## 登場キャラクター
カービィのキャラクターにはさまざまな種類のキャラクターが存在し、カービィの仲間のキャラクターと敵キャラクターがいる。

## コピー能力

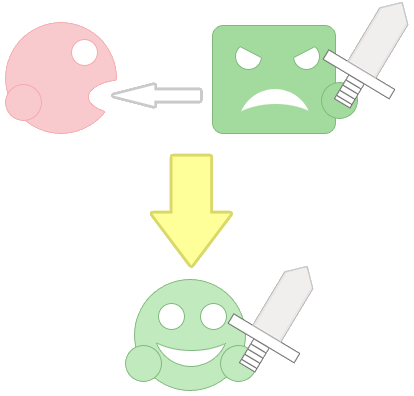
例えば、カービィが剣を所持した敵を吸い込んだ場合、カービィは剣を所持した状態となる。

『夢の泉の物語』以降に導入されたシステムで、カービィが吸い込んだ相手の能力を吸収する特技のことである。『スーパーデラックス』と『ウルトラスーパーデラックス』では、「コピーのもと」に触れることで、それに対応した能力を得ることができる。

## コンサート
星のカービィ25周年オーケストラコンサート（2017年）
星のカービィシリーズ25周年を記念して、開発元のハル研究所の主催で行われたコンサート。歴代作品の人気楽曲が演奏された。
東京公演が4月16日、大阪公演が6月18日に行われ、東京は東京フィルハーモニー交響楽団、大阪は大阪交響楽団が演奏した。本公演が完売したため、東京は7月20日、21日、大阪は6月18日に追加公演が行われた。
本公演当日はスペシャルゲストとして、カービィシリーズ生みの親である桜井政博と、カービィの声優役大本眞基子が招かれ、桜井は1作目の星のカービィ開発時のエピソードを語った。
4月16日の東京公演を収録したCD2枚組と、7月21日の公演の模様を収録したライブDVD、Blu-ray Discが、11月8日に発売された。
星のカービィ 30周年記念ミュージックフェス（2022年）
星のカービィシリーズ30周年を記念して、開発元のハル研究所の主催のもと8月11日に東京ガーデンシアターで行われたコンサート。
8月11日の昼公演、夜公演に分けて行われた。
当初は夜公演のみの予定だったがチケットの申し込み状況を受け、昼公演が追加されることになった。
また、YouTube公式チャンネル『星のカービィポータル』では全世界に向けて夜公演の模様の無料生配信が実施された。

## KIRBY CAFÉ
星のカービィシリーズをテーマにしたカフェである。店内のインテリアからメニューに至るまでの全てが星のカービィシリーズの世界観で彩られている。2016年8月8日から順次、大阪，名古屋，東京，博多で期間限定店舗をオープンした後、2019年12月12日に東京ソラマチ4Fに常設店舗がオープンした。併設グッズショップではカフェ利用者を対象にカフェ限定グッズや最新グッズの販売が行われている。

## プププ☆トレイン
カービィたちがでんしゃごっこをするというコンセプトの元、2016年7月7日〜2020年8月20日迄の期間限定でオープンしたショップ・及びイベントを指す。
テーマが鉄道である為、ショップも殆どが駅や駅直結のデパートなどに開設された。
第1弾〜第5弾とEXTRAがあり、第1弾は東京、第2弾からは大阪、第3弾からは名古屋が会場として選ばれた。また、第4弾からはそれぞれの会場に｢えきちょう｣が設定され、コックカワサキの駅弁やワドルディのWADOSKといった派生商品も増えていった。
尚、このイベント用に路線図が制作され、そこに記載のある各駅に発車メロディも制作された。

## 派生作品

### テレビアニメ
- 星のカービィ（CBC制作・TBS系列で放送、2001年10月6日 - 2003年9月27日）

### 漫画
『星のカービィ 20周年スペシャルコレクション』には、さくま良子、ひかわ博一、谷口あさみの漫画の第一話が収録されている。すべて小学館の雑誌収録の作品。2017年10月27日発売の『星のカービィ 〜まんぷくプププファンタジー〜』コミックス第1巻の発売をもって、『月刊コロコロコミック』連載版のコミックスの累計発行部数が1000万部を突破した。

#### 連載中
- 星のカービィ（さくま良子作、小学一 - 三年生→ぷっちぐみ連載、1992年 - 2009年、2022年 - ）
  - 単行本全12巻。カービィシリーズの漫画で連載期間約17年と1番長い作品だったが、連載再開した『デデデでプププなものがたり』に抜かれて2022年現在は2番目。連載終了後もコミックスは発行されていた。連載終了から10年以上経過した2022年にぷっちぐみで「プププなまいにち」の副題をつけて連載を再開した。
- 星のカービィ デデデでプププなものがたり（ひかわ博一作、コロコロコミックほか連載、1994年 - 2006年、2017年 - ）
  - 単行本全25巻。連載終了から11年後の2017年にコロコロアニキに新作が掲載され、2018年から同紙で連載が再開された。コロコロアニキ休刊後はコロコロオンライン及び週刊コロコロコミック上のWeb漫画に移行した。コロコロコミックでの連載期間は12年目で、連載再開後も合算すればカービィシリーズの漫画で1番長い作品となる。
- 星のカービィ カービィ&デデデのプププ日記（路みちる→まつやま登作、ファミ通DS+Wii→てれびげーむマガジン連載、2006年 - 2016年、2009年 - ）
  - 第10話までは路みちるが担当。第11話からまつやま登に交代し、設定も変更された。単行本は基本的に掲載紙の付録扱いで、一般の書籍化はほとんどされていない。ファミ通DS+Wiiでは2016年に連載終了。てれびげーむマガジン内のショート漫画としての掲載は継続しており、そちらを連載期間に合算すれば2023年現在、3番目に長い作品。
- 星のカービィ ぽよぽよな毎日（路みちる作、ぴこぷりの2012年October号(創刊号・10月-11月号)から連載開始）
  - 初期の『カービィ&デデデのプププ日記』を描いていた路みちるによる漫画。『カービィ&デデデのプププ日記』で路が担当していた時期の設定を引き継いでいる。単行本は2015年に1冊のみ発売されている[20]。
- 星のカービィ キラキラ★プププワールド（南条アキマサ作、キャラぱふぇの2014年3-4月号から連載開始）
  - 副題は「トリプルデラックス編」「スーパーレインボー編」「キラキラ★プププワールド」と変更されている。
- 星のカービィ 今日もまんまる日記!（ダイナミック太郎作、コロコロイチバン!連載、2016年7月号から連載開始）
- 星のカービィ 〜まんぷくプププファンタジー〜（武内いぶき作、月刊コロコロコミック連載、2016年11月号から連載開始）
- 星のカービィ〜ゆるっとプププ〜（加藤みのり作、ちゃお連載、2023年4月号から連載開始[21]）

#### 連載終了
- 星のカービィ ウキウキ大冒険（タイジャンホクト作、月刊少年ギャグ王掲載、1997年 - 1999年）
  - 単行本1巻。1巻収録分より後に連載された話は単行本化はされていない。
- 星のカービィ! も〜れつプププアワー!（谷口あさみ作、月刊コロコロコミック連載、2006年 - 2016年）
  - 単行本全13巻。
- 星のカービィ プププヒーロー（あおきけい&みかまる作、デンゲキニンテンドーDS→デンゲキニンテンドー for KIDS→デンゲキバズーカ!!連載、2008年 - 2013年、2014年 - 2016年）
  - 単行本は雑誌の付録として上巻と下巻の全2巻収録されていた（副題変更前の2013年までのもの）が、2022年から2024年にかけて正式な単行本が発刊された。雑誌の休刊により連載を終了したが、デンゲキバズーカ!!で「ウルトラスーパープププヒーロー」に副題を変更して連載を再開していた。
- 星のカービィ パクッと大爆ショー!!（川上ゆーき作、コロコロイチバン!連載、2012年 - 2015年）
  - 単行本全2巻。末期は「もっと大爆ショー!!」に副題を変更していた。副題変更の話は単行本未収録。

#### アンソロジー
- 双葉社
  - 星のカービィ 4コマまんが王国（1995年・1997年、全2巻）
  - 星のカービィ64 4コマまんが王国（2000年、全1巻）
  - コロコロカービィ 4コマまんが王国（2001年、全1巻）
  - カービィのエアライド 4コマまんが王国（2003年、全1巻）
- エニックス / スクウェア・エニックス
  - 星のカービィ 4コママンガ劇場（エニックス、1995年 - 1998年、全5巻）
  - 星のカービィ ショートコミック劇場（エニックス、1996年、全1巻）
  - 星のカービィ64 4コママンガ劇場（エニックス、2000年 - 2001年、全3巻）
  - 星のカービィ 夢の泉デラックス 4コママンガ劇場（スクウェア・エニックス、2003年、全1巻）
  - 星のカービィ 鏡の大迷宮 4コママンガ劇場（スクウェア・エニックス、2004年、全1巻）
- 光文社
  - 星のカービィ スーパーデラックス 4コマギャグバトル（1996年）
  - 星のカービィ スーパーデラックス 4コマギャグバトル まんぷく編（1996年）
  - 星のカービィ スーパーデラックス ギャグパラダイス（1997年）
  - 星のカービィ スーパーデラックス 4コマギャグバトル はらぺこ編（1997年）
  - 星のカービィ3 4コマギャグバトル（1999年）
  - 星のカービィ64 4コマギャグバトル（2000年）
  - 星のカービィ64 4コマギャグバトル ミックス編（2000年）
  - 星のカービィ 夢の泉デラックス 4コマギャグバトル（2003年）
  - 星のカービィ 夢の泉デラックス 4コマギャグバトル とことん編（2003年）
  - 星のカービィ 夢の泉デラックス 4コマ大事典（2003年）
  - 星のカービィ 鏡の大迷宮 4コマギャグバトル パート1（2004年）
  - 星のカービィ 鏡の大迷宮 4コマギャグバトル パート2（2004年）
  - 星のカービィ 鏡の大迷宮 4コマ大事典（2004年）
  - タッチ! カービィ 4コマギャグバトル（2005年）
  - 星のカービィ 参上! ドロッチェ団 4コマギャグバトル（2007年）
  - 星のカービィ ウルトラスーパーデラックス 4コマギャグバトル（2009年）

#### 未単行本化作品
- かっとび星のカービィ（あべさより作、小学一年生連載、1992年 - 1993年）
- 星のカービィ（ちびにゃんね作、小学三年生掲載、1993年 - 1994年）
- 星のカービィ（前田のえみ作、小学一年生掲載、1994年 - 1996年）
- 星のカービィ プププランドはおおさわぎ!（山下たかひろ作、小学四年生連載、2003年）
- 星のカービィ プププランドの仲間たち（姫野かげまる作、小学五・六年生連載、2003年）
- ポヨポヨカービィ（はりぶきしきみ作、ファミ通DS+Wii連載、2006年 - 2009年?）
- 星のカービィ 参上!ドロッチェ団（宮須弥作、キャラぱふぇ連載、2006年 - 不明）

### 絵本
- 星のカービィ（小学館、2002年、全3巻 ISBN 978-4091155016・ISBN 978-4091155023・ISBN 9784091155030）
  - アニメ版星のカービィをベースにしている。
- 星のカービィ そらのおさんぽ（文：大塚菜生、絵：苅野タウ/ぽと、KADOKAWA、2017年3月15日発売 ISBN 9784048928595）
- 星のカービィ おかしなスイーツ島（文：大塚菜生、絵：苅野タウ/ぽと、KADOKAWA、2017年11月30日発売 ISBN 9784048933568）
- いつでもカービィシリーズ（小学館）
  - 谷口あさみ原作による絵本シリーズ。谷口は文章を担当し、イラストは作品ごとに異なるイラストレーターが手掛ける。

### 小説
- 星のカービィ (高瀬美恵の小説)

角川つばさ文庫（KADOKAWA/アスキー・メディアワークス）より発刊されている児童向け小説。ゲームの設定を元としたオリジナルストーリーとなっている。いずれも小学中級以上向けで、高瀬美恵作、苅野タウ・ぽとが挿絵を担当。メタナイトが主人公を務める作品もあり、これらは副題が「メタナイト」で始まる。
2019年5月にはシリーズ累計が100万部に到達した。

### 設定資料集
- 20th Anniversary 星のカービィプププ大全（小学館、2012年8月3日発売、ISBN 978-4091065117）
- 星のカービィ25周年記念 星のカービィ コピー能力大集合図かん（KADOKAWA、2017年8月3日発売、ISBN 978-4047332713）
- 星のカービィ アート＆スタイル コレクション（KADOKAWA、2017年11月2日発売、ISBN 978-4048933865）
- 星のカービィ コピー能力大図鑑（KADOKAWA、2018年12月20日発売、ISBN 978-4049121711）
  - ポケット版 星のカービィ コピー能力大図鑑（KADOKAWA、2021年12月15日発売、ISBN 978-4049139945）
- 星のカービィ スターアライズ 公式設定資料集（徳間書店、2021年3月17日発売、ISBN 978-4198652418）
- 星のカービィ キャラクター大図鑑（KADOKAWA、2022年9月28日発売、ISBN 9784049139952）

### 雑誌・ムック
- 別冊てれびげーむマガジン スペシャル 星のカービィ スターアライズ号（KADOKAWA、2018年5月24日発売、ISBN 9784047333352）
- 星のカービィ ニードルフェルトぽよぽよマスコット（KADOKAWA、2018年10月25日発売、ISBN 9784049121575）
  - カービィなどのマスコットを作れるニードルフェルトの材料・道具をセットにしたムック。
- 星のカービィファン（小学館）
  - 第1号（2019年10月4日発売）
    - 付録：星のカービィ ゆらゆらマスコット カービィ&ワドルディセット、「カービィのコピとる！」ミニ

  - 第2号（2020年9月29日発売）
    - 付録：星のカービィ ぬくいーず［カービィファン限定Ver.］

  - 第3号（2021年9月2日発売）
    - 付録：星のカービィ ふわふわポーチ付きエコバッグ、絵本「いつでもカービィ」スペシャルポストカード3枚セット、ナゾトキコピー能力ポスター

  - 第4号（2022年4月27日発売）
    - 付録：星のカービィ ぴたれすとプチ［カービィファン限定Ver.］、星のカービィ 30th 特製パスケース［カービィファン限定Ver.］、星のカービィ 30th コレクション缶バッジ、全コピー能力大集合ポスター、30周年クロニクルポスター
    - このほか、ひかわ博一、さくま良子、武内いぶき、ダイナミック太郎による描きおろし漫画を収録

### その他の書籍
- 星のカービィ スーパーデラックス:ゲームブック（ファミ通ゲーム文庫、作：沙藤樹、1996年8月26日発売、ISBN 978-4893665638）
  - 『星のカービィ スーパーデラックス』を題材としたゲームブック。
- 星のカービィ スクラッチアートシリーズ（KADOKAWA）
  - スクラッチ面を削ることで地色が浮かび上がるという趣向の本。
    - 星のカービィ スクラッチアート（2018年12月11日発売、ISBN 978-4049122121）
    - 星のカービィ スクラッチアートDX（2022年4月21日発売、ISBN 978-4049142051）
- 星のカービィをさがせ!!シリーズ（絵：苅野タウ絵/ぽと、KADOKAWA）
  - 大量に描かれたカービィの中から指定されたカービィなどを見つけるという問題を収録した児童書。
    - 星のカービィをさがせ!!（2019年4月2日発売 ISBN 978-4048939768）
    - 星のカービィをさがせ!! カービィがいっぱい（2020年12月2日発売、ISBN 978-4049128222）
    - 星のカービィ まちがいさがし（2021年3月17日発売、ISBN 978-4049136173）
- 星のカービィ ナゾトキブック スターアライズ編（KADOKAWA、2019年4月25日発売、ISBN 9784049124903）
- 星のカービィ なぞなぞブック（KADOKAWA、2020年9月18日発売、ISBN 978-4049133370）
- 星のカービィ ハンドメイドブック（KADOKAWA、2021年2月18日発売、ISBN 978-4048968997）
- キャラクターあそぶっく 星のカービィ プププでクイズ（KADOKAWA、2021年3月24日発売、ISBN 978-4049137552）
- 星のカービィ おぼえておきたいことわざ （KADOKAWA、2021年7月20日発売、ISBN 978-4049137743）
- 星のカービィ パズルプラネット ~ナゾトキ脳トレ編~ （小学館、2021年8月5日発売、ISBN 978-4092591929）
- 星のカービィ プププマジックキット （KADOKAWA、2022年3月2日発売、ISBN 978-4049139006）

### その他の作品
- カービィのコピとる!
  - 星のカービィのカードゲーム。
- カービィのスイーツパーティ
  - 星のカービィのボードゲーム。
- 星のカービィ ワンナイト人狼
  - ワンナイト人狼をカービィの世界観で再現したカードゲーム。